# Queso costeño

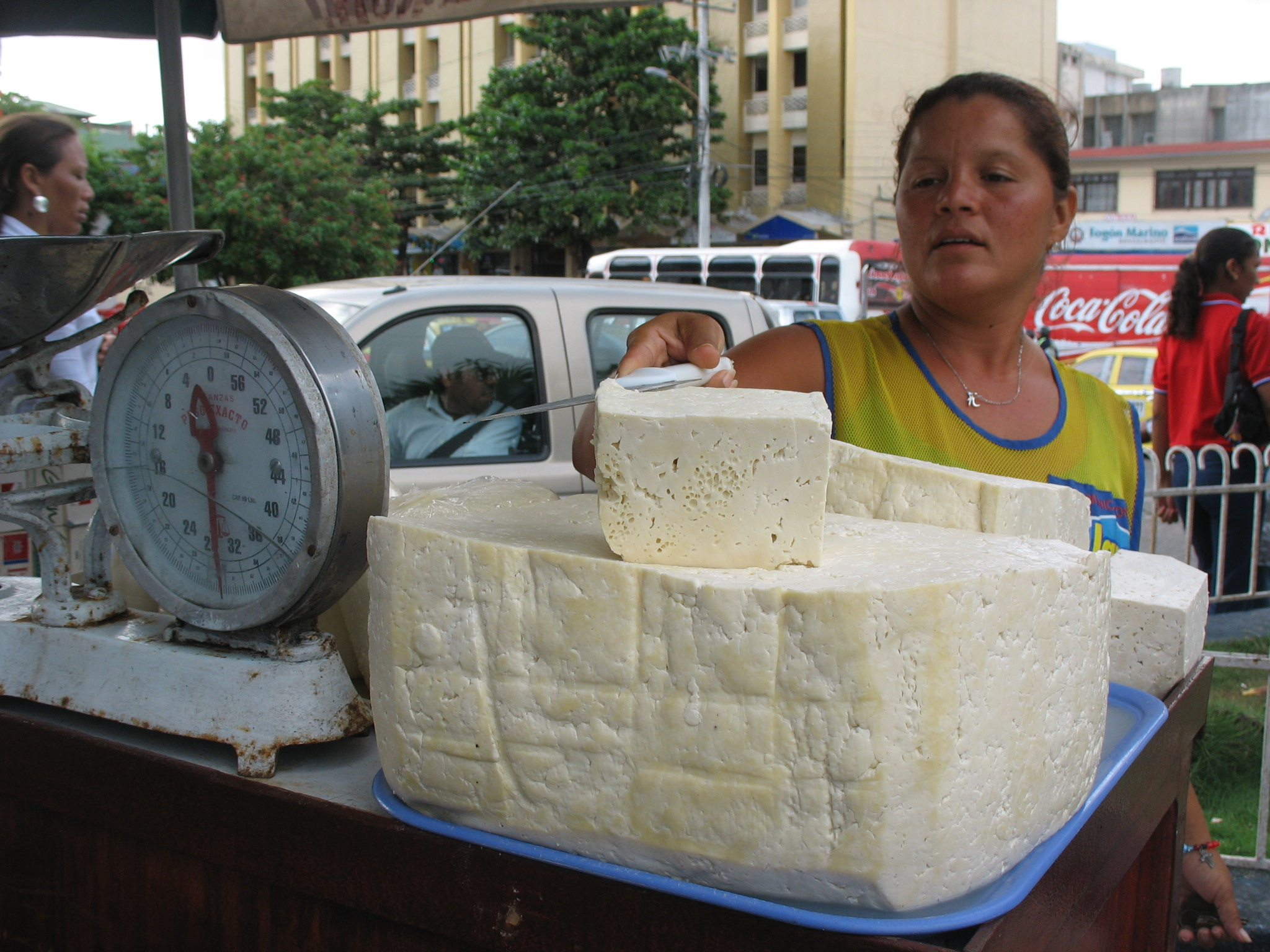
Expendio de queso costeño en Barranquilla.

El queso costeño es un producto lácteo típico de la Costa Caribe de Colombia. Se caracteriza por ser fresco, blanco, salado (entre un 0,6 y 7% p/p) y blando, aunque hay variedades más duras porque contienen más sal.

## Preparación

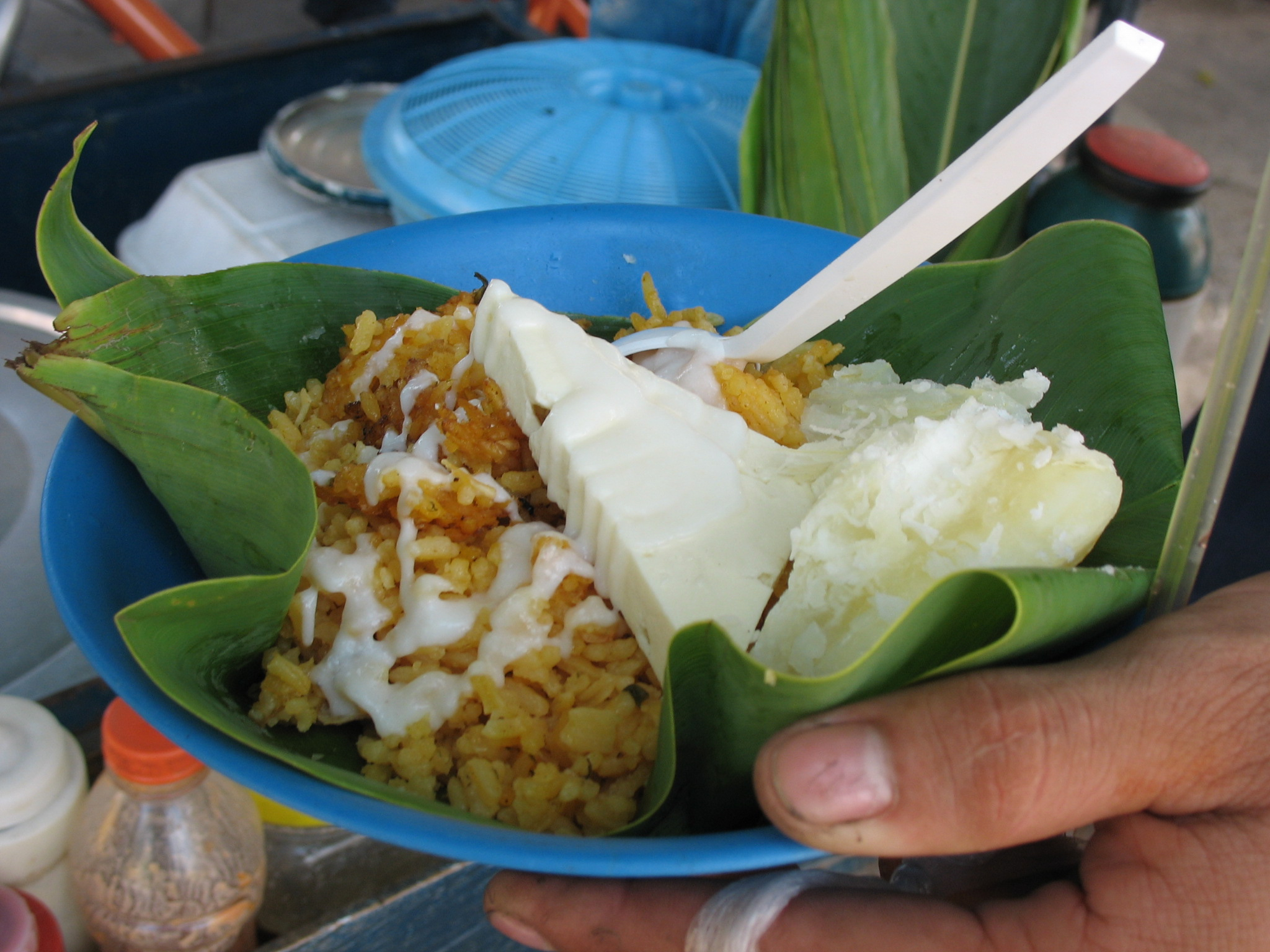
Arroz de lisa de Barranquilla servido en hoja de bijao con yuca cocida, un triángulo de queso costeño y suero atollabuey.

Se obtiene de cortar la grasa de la leche fresca con cuajo de vaca o cortadera, se deja que se endurezca, se extrae el suero, se agrega sal y se cocina. En la elaboración se usa un recipiente de madera llamado sereta y una prensa.

## Usos

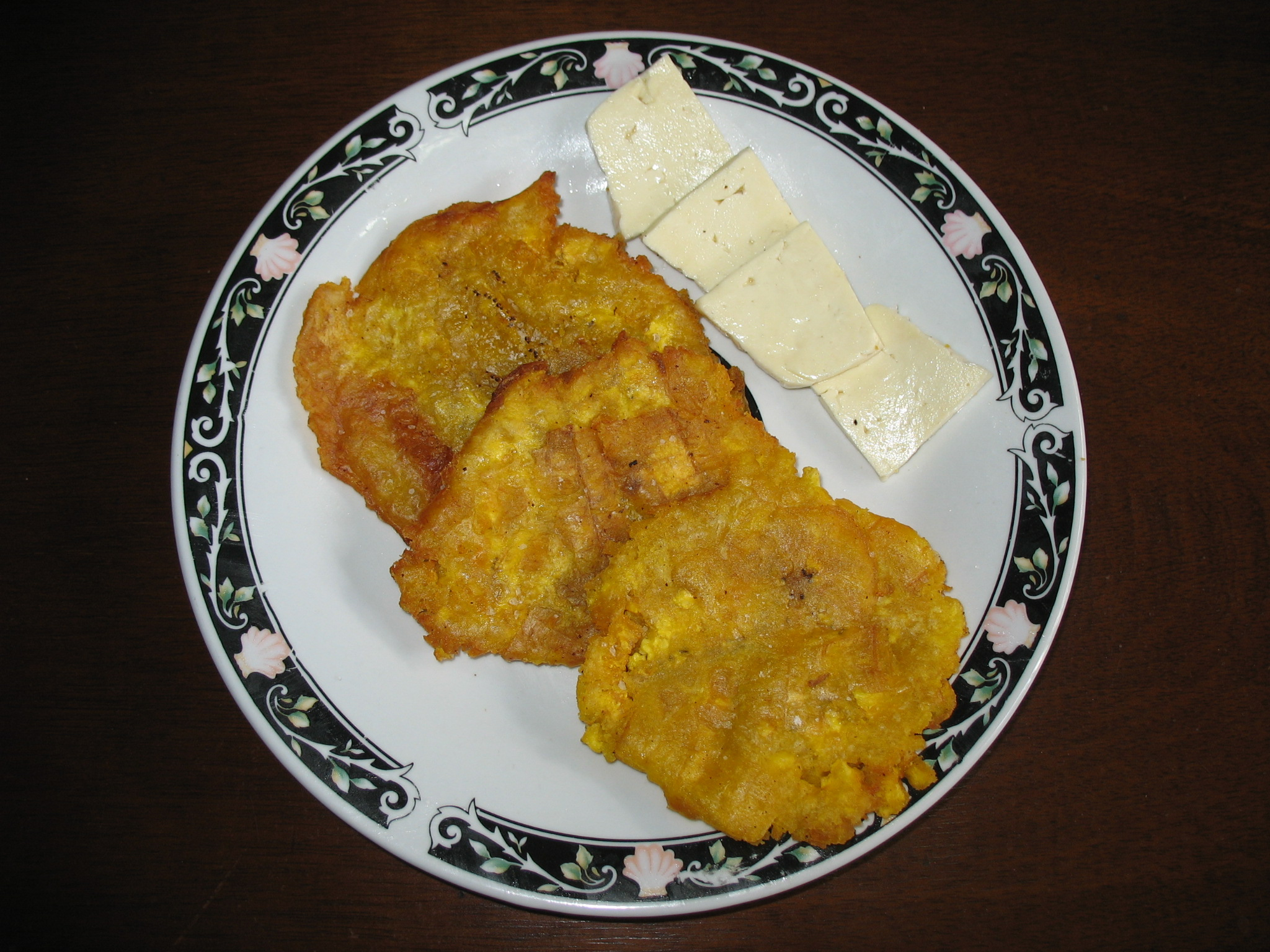
Patacones con queso costeño, desayuno típico de la Costa Caribe de Colombia.

Se consume como acompañante principalmente al desayuno, en el mote de queso, e integrado en preparaciones como buñuelos, arepas y bollos. Una variedad es el queso de capa de Santa Cruz de Mompox.